# Tetranematichthys barthemi
Tetranematichthys barthemi är en fiskart som beskrevs av Peixoto och Wolmar B. Wosiacki 2010. Tetranematichthys barthemi ingår i släktet Tetranematichthys och familjen Auchenipteridae. Inga underarter finns listade i Catalogue of Life.